# توبياس ليندبرغ
توبياس ليندبرغ (بالسويدية: Tobias Lindberg)‏ هو لاعب هوكي الجليد سويدي، ولد في 22 يوليو 1995 في ستوكهولم في السويد.

## وصلات خارجية
- توبياس ليندبرغ على موقع دوري الهوكي الوطني (الإنجليزية)
- توبياس ليندبرغ على موقع EliteProspects.com (الإنجليزية)
- توبياس ليندبرغ على موقع Eurohockey.com (الإنجليزية)
- توبياس ليندبرغ على موقع HockeyDB.com (الإنجليزية)
- توبياس ليندبرغ على موقع Hockey-Reference.com (الإنجليزية)